# Суряднов, Виктор Фёдорович
Виктор Фёдорович Суряднов (род. 13 февраля 1941) — советский спортсмен, игрок в хоккей с шайбой, футбол. Нападающий. Мастер спорта СССР (1962).

## Биография
Начинал играть в хоккей с шайбой на уровне команд мастеров в составе сталинского «Металлурга» в 1-й группе чемпионата РСФСР. 22 ноября 1960 года в дебютном матче команды в чемпионате СССР против горьковского «Торпедо» забросил первую шайбу. Следующий сезон по приглашению Анатолия Тарасова провёл в ЦСКА, но сыграл в чемпионате только три матча. Играл за СКА Новосибирск (1962—1964, 1-я группа чемпионата РСФСР), «Гидростроитель» Дивногорск (1965—1966, класс «Б» чемпионата СССР, участвовал только в розыгрыше кубка СССР), «Алюминщик» Новокузнецк (1968—1970, класс «Б» чемпионата СССР).
В 1965—1967 годах играл в классе «Б» первенства СССР по футболу за «Локомотив» Красноярск.
Дядя Василий Иванович Сурядников погиб во время Великой Отечественной войны, похоронен в братской могиле в деревне Посадников Остров Ленинградской области.

## Спортивные достижения
- Чемпион РСФСР 1960, 1964 годов.
- Чемпион зимней Спартакиады народов СССР 1962 года (сборная Москвы).